# Morocco (Indiana)
Pour les articles homonymes, voir Morocco.
La ville de Morocco est située dans le comté de Newton, dans l’État de l’Indiana, aux États-Unis. Sa population s’élevait à 1 129 habitants lors du recensement de 2010, estimée à 1 109 habitants en 2016.

## Histoire
Morocco a été établie en 1851. La ville a été nommée en référence au pays Maroc, en Afrique du Nord. Morocco dispose d’un bureau de poste depuis 1859.